# Девин Смит
Девин Смит (енгл. Devin Smith; Њу Касл, Делавер 12. април 1983) је бивши амерички кошаркаш, а садашњи кошаркашки тренер. Играо је на позицији крила.

## Каријера
Своју европску каријеру почео је у Шпанији наступајући за Бруесу из Сан Себастијана. После две сезоне у шпанској екипи, 2007. године одлази у Италију и потписује за екипу Авелина. Тамо проводи једну сезону коју је одиграо сјајно, просечно постижући 18,7 поена, 5,3 скокова, 1,7 асистенција и 2,2 украдене лопте. На крају сезоне изабран је у идеалну петорку италијанске Серије А. Крајем сезоне заједно је са саиграчем Маркизом Грином потписао двогодишњи уговор са екипом Фенербахче Улкера. У лето 2009. раскинуо је уговор са Фенербачеом и потписао за Панелиниос. Са грчком екипом стиже до полуфинала Еврокупа и бива уврштен у најбољу петорку поменутог такмичења.
У јулу 2010. потписује за Бенетон из Тревиза. Са италијанским тимом понавља успех од претходне сезоне, стижући до полуфинала Еврокупа и још једног уврштања у најбољу петорку. У Серији А је имао просечно 13,7 поена на укупно 37 одиграних мечева. У јуну 2011. је потписао за Макаби из Тел Авива. У Макабију је провео наредних шест сезона, током којих је освојио Евролигу у сезони 2013/14, две титуле првака Израела, шест трофеја у националном купу и једну Јадранску лигу. У августу 2017. је објавио крај играчке каријере.

## Успеси

### Клупски
- Авелино:
  - Куп Италије (1): 2008.
- Макаби Тел Авив:
  - Евролига (1): 2013/14.
  - Првенство Израела (2): 2011/12, 2013/14.
  - Куп Израела (6): 2012, 2013, 2014, 2015, 2016, 2017.
  - Јадранска лига (1): 2011/12.

### Појединачни
- Идеални тим Евролиге — друга постава (1): 2014/15.
- Идеални тим Еврокупа — прва постава (2): 2009/10, 2010/11.
- Најкориснији играч месеца Евролиге (2): март 2013, децембар 2014.
- Најкориснији играч финала Купа Италије (1): 2008.
- Најкориснији играч финала Купа Израела (1): 2013.